# Fagnolle
Fagnolle is een deelgemeente van Philippeville in de Belgische provincie Namen. Tot 1 januari 1977 was het een zelfstandige gemeente. Het dorp is opgenomen in de lijst van de mooiste dorpen van Wallonië (Les Plus Beaux Villages de Wallonie).
Het kasteel van Fagnolle, dat op initiatief van de graven van Henegouwen werd gebouwd, staat al vanaf de 12e eeuw op een kluit aarde, omgeven door slotgrachten. Het is van een vestingtoren voorzien, die in de 15e eeuw werd gemoderniseerd door Gérard d'Enghien en Marie de Fagnolle. Het oude fort, dat oorspronkelijk vierkant volgens Syrisch-Palestijnse stijl was opgezet, en tot een ruïne is vergaan, wordt sinds 1969 gerestaureerd overeenkomstig het Charter van Venetië. Het was de oude vesting van de vorsten van Fagnolle, waaronder Prins Charles Joseph de Ligne, Graaf van Fagnolle, uit het Huis Ligne.

## Geschiedenis
De kleine baronie Fagnolle werd op 20 juli 1770 verheven tot graafschap onder de naam Ligne.

## Demografische ontwikkeling
- Bronnen:NIS, Opm:1831 tot en met 1970=volkstellingen, 1976= inwoneraantal op 31 december

Fagnolle · Franchimont · Jamagne · Jamiolle · Merlemont · Neuville · Omezée · Roly · Romedenne · Samart · Sart-en-Fagne · Sautour · Surice · Villers-en-Fagne · Villers-le-Gambon · Vodecée

Belgische gemeenten · arrondissement Philippeville · provincie Namen · Wallonië